# Шлиф
Шлиф (от нем. schliff — шлифованный, полированный; нем. Dünnschliff — прозрачный шлиф) — тонкая пластинка горной породы или минерала, приклеенная на предметное стекло. Стандартный петрографический шлиф имеет толщину 0,03-0,02 мм, приклеен на специальную смолу — канадский бальзам и покрыт сверху тонким покровным стеклом. Размер стандартного шлифа примерно 2×4 см. Шлифы изготавливают в первую очередь для изучения породы на петрографическом микроскопе. Изучение шлифов является основным методом науки петрографии.

## Стандартный шлиф
Толщина стандартного шлифа — это толщина, при которой кварц в скрещённых николях имеет серые цвета интерференционной окраски. В таких шлифах оптические свойства минералов относительно постоянны и стандартны. В более толстых шлифах многие важные породообразующие минералы могут быть непрозрачны (в частности магматические амфиболы и пироксены), что затруднит их определение и изучение взаимоотношений. Шлифы тоньше стандартных часто сложно изготовить, и минералы будут в них бесцветны, что также усложнит их изучение.
Канадский бальзам в качестве клея имеет много преимуществ. Во-первых, его оптические свойства постоянны, и их сравнение со свойствами минералов (определение группы минерала по рельефу и т. п.) является одним из важных признаков. Во-вторых, бальзам плавится при относительно небольшой температуре и легко растворяется в спирте, поэтому шлиф на канадском бальзаме легко удалить со стекла.
Большим недостатком шлифа на канадском бальзаме является то, что при анализе на микрозонде смола может испаряться под действием пучка электронов и искажать результаты анализов. Поэтому для микрозондовых анализов применяют шлифы, приклеенные на эпоксидные смолы. Кроме того, при ударах или с течением времени бальзам может закристаллизоваться и изучение таких шлифов станет проблематичным.
Также изготавливают так называемые непокрытые шлифы без покровного стекла, что позволяет изучать их в отражённом свете и анализировать различными методами.

## Нестандартные шлифы
Часто изготавливаются нестандартные шлифы, технология изготовления которых зависит от целей исследования.
Шлифы, которые толще стандартных, часто используются для изучения включений в минералах. У таких пластинок полируются обе стороны, или же изготавливается шлиф толще стандартного, в котором под микроскопом выбираются наиболее интересные участки и они отклеиваются и изучаются методами термобарогеохимии, микрозондом и т. п.
Специальные методы применяются для изготовления шлифов, которые содержат минералы, растворимые в воде, или тают при комнатных температурах (например шлифы льда или солей).
Иного рода трудности связаны с изготовлением шлифов пород, содержащих особо твёрдые минералы, например алмазы. В таком случае применяются специальные методы щадящего шлифования.
При изучении ориентировки минералов для микроструктурных исследований горных пород изготавливаются ориентированные шлифы. Для создания ориентированного шлифы нужно, чтобы сам образец, из которого он изготавливается, был взят с указанной на нём ориентировкой, а при дальнейших операциях эта ориентировка не была утрачена.
Изготовление шлифов углей также нетривиальное занятие. Для того, чтобы уголь стал просвечивать, нужно изготовить шлиф толщиной 0,01 мм (10 микрон). При этом уголь хрупок, легко деформируется и чувствителен к теплу.
В биологии метод шлифов используется для микроскопирования сильно склерифицированных или минерализованных объектов, не поддающихся резке на микротоме, а также в палеонтологии.

## Изготовление шлифов
Метод изготовления шлифов зависит от целей, для которых они делаются. Стандартные шлифы массово изготавливаются в специальных лабораториях. Сейчас для этого применяется специальное оборудование, которое позволяет в значительной степени автоматизировать процесс.
Изготовление шлифов состоит из следующих основных операций:
- подготовка образца: изготовление из него пластины подходящего размера.
- шлифовка одной стороны образца, к которой будет приклеено стекло. Обычно её шлифуют на не сильно мелком порошке, так как слабая шероховатость сглаживается бальзамом и не мешает изучению.
- подготовка стекла. Стекло должно быть совершенно ровное, сторона, на которую будет клеиться шлиф, должна быть пришлифована на крупном порошке до придания ей матового блеска. Это нужно для того, чтобы шлиф не отклеивался.
- приклеивание образца к стеклу. При этом важно избежать захвата пузырьков воздуха.
- шлифовка образца до толщины, близкой к стандартной.
- доводка шлифа до стандартной и одинаковой по всей площади толщины. Толщина шлифа контролируется на петрографическом микроскопе. Это самая трудоёмкая работа, требующая опыта и лёгкой руки.